# Gerehu
Gerehu – miejscowość w Papui-Nowej Gwinei na południowo-wschodnim wybrzeżu Nowej Gwinei, pomiędzy Zatoką Papua a jeziorem Tareko, na północ od Port Moresby.